# Крус, Ширли
Ширли Крус Транья (исп. Shirley Cruz Traña; род. 28 августа 1985, Сан-Хосе, Калифорния) — коста-риканская футболистка, полузащитница, выступала за сборную Коста-Рики.

## Карьера

### Клубы
В начале 2006 года Крус переехала из Коста-Рики во Францию, подписав контракт с Лионом и став второй представительницей своей страны в зарубежных чемпионатах. До конца сезона 2005/06 сыграла в семи матчах, забила три мяча. Со следующего сезона стала получать больше игрового времени. В 2007 году стала чемпионкой Франции и помогла клубу дойти до финала кубка, в котором «Лион» по пенальти проиграл «Монпелье». В сезоне 2007/08 сыграла в 32-х матчах, в том числе в Кубке УЕФА. В 2009 году Крус вместе с клубом в третий раз подряд выиграла чемпионат Франции. В сентябре 2009 года заключила с клубом свой первый профессиональный контракт.
С 2012 по 2018 год играла за «Пари Сен-Жермен». В январе 2018 года перешла в «Цзянсу Сунин».

### Сборная
За сборную Коста-Рики дебютировала в 2002 году в матчах Золотого Кубка КОНКАКАФ среди женщин.
В 2015 году была капитаном национальной команды на чемпионате мира.

## Достижения
Олимпик Лион:
- Чемпионка Франции: 2006/07, 2007/08, 2008/09, 2009/10, 2010/11, 2011/12
- Обладательница Кубка Франции: 2007/08, 2011/12
- Победительница Лиги чемпионов: 2010/11, 2011/12